# اقتصاد بالاو
اقتصاد بالاو يتكون أساساً من زراعة الكفاف وصيد الأسماك. والحكومة هي رب العمل الرئيسي لقوة العمل، والاعتماد بشكل كبير على المساعدة المالية من الولايات المتحدة. ويتمتع السكان بمتوسط دخل الفرد أكثر من ضعف الفلبين والكثير من مايكرونيزيا. يتوقع أن يتم تعزيز قطاع السياحة على المدى الطويل من جراء التوسع في السفر الجوي في منطقة المحيط الهادئ والرخاء المتزايد للشركات الرائدة لبلدان شرق آسيا.